# Lil B
Brandon Christopher McCartney (ur. 17 sierpnia 1989 w Berkeley), zawodowo znany jako Lil B lub The BasedGod – amerykański raper i autor tekstów. Lil B nagrywał muzykę zarówno solo, jak i z grupą The Pack z Bay Area. Jego solowa działalność obejmuje kilka gatunków muzycznych, w tym hip hop, new age, indie rock i muzykę chóralną. Swoją twórczość określa jako „based”, co oznacza styl życia oparty na pozytywności i tolerancji. Jest głównie znany z szerokiego wykorzystywania mediów społecznościowych do budowania swojego kultu online. Lil B współpracował z takimi raperami jak Lil Wayne, Soulja Boy czy ASAP Rocky. W całej swojej karierze wydał ponad 3 tysiące utworów i ponad 70 krążków. Lil B nazywany jest pionierem i twórcą cloud rapu i dzisiejszego brzmienia hip-hopu.

## Wczesne życie
McCartney dorastał w Berkeley w Kalifornii i uczęszczał do szkoły średniej w Albany. Przyjął pseudonim Lil B i zaczął rapować w wieku 15 lat wraz z grupą hip-hopową The Pack z San Francisco Bay Area. Zespół wydał dwa mixtape'y a następnie ich piosenka "Vans" stała się niespodziewanym hitem. Piosenka została uznana za piątą najlepszą w 2006 roku przez magazyn Rolling Stone. Popularność „Vans” doprowadziła grupę do wydania EP-ki Skateboards 2 Scrapers, zawierającej remiks „Vans” z raperami z Bay Area; Too $hort i Mistah F.A.B. W 2007 roku The Pack wydali swój pierwszy album, Based Boys.

## Kariera muzyczna

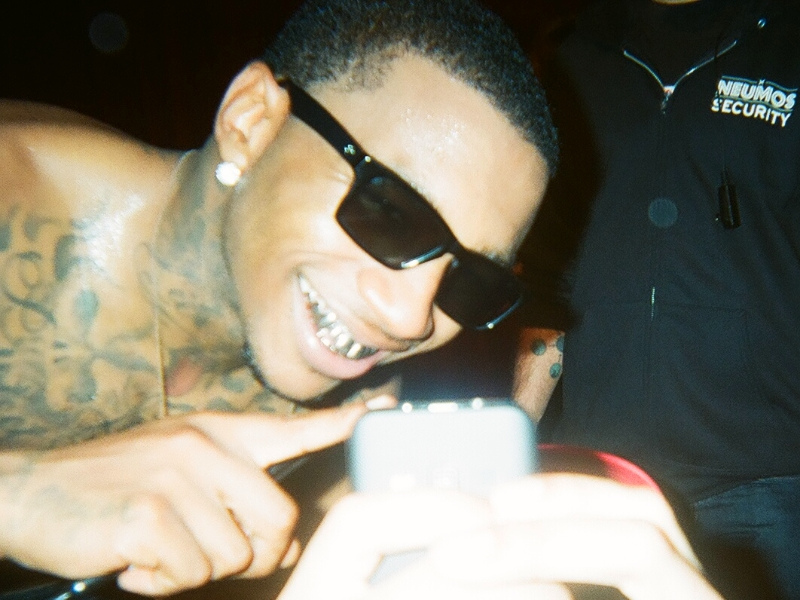
Lil B w 2012

### 2009-10: Sukces solowy
24 września 2009 Lil B wydał swój pierwszy album, I'm Thraxx, za pośrednictwem niezależnej wytwórni Permanent Marks. 22 grudnia 2009 roku Lil B wydał swój drugi album, 6 Kiss, który spotkał się z pozytywnym przyjęciem krytyków. 25 marca 2010 wydał mixtape Dior Paint. 3 kwietnia 2010 Lil B oficjalnie podpisał kontrakt z wytwórnią Soulja Boya, SODMG Entertainment. 7 maja 2010 Lil B wydał mixtape zatytułowany Base World Pt. 1. 5 lipca 2010 Lil B wydał mixtape wraz z Soulja Boyem zatytułowany Pretty Boy Millionaires. Lil B nagrał ponad 1500 utworów do końca lipca 2010 roku, w tym hity "Like A Martian", "Wonton Soup", "Pretty Bitch", "I'm God", z których wszystkie zostały wydane za darmo do pobrania w internecie. 21 września 2010 Lil B wydał kolejny album studyjny, Rain in England, za pośrednictwem Weird Forest Records.

#### 2010-obecnie
29 grudnia 2010 roku ogłoszono i potwierdzono, że Lil B podpisał umowę na wydanie albumu z wytwórnią Amalgam Digital. 10 lipca 2011 Lil B wydał EP Paint, za pośrednictwem swojej własnej wytwórni BasedWorld Records.
18 stycznia 2011 Lil B wydał album zatytułowany Angels Exodus, za pośrednictwem Amalgam Digital. 14 kwietnia 2011 Lil B ogłosił, że jego następny album będzie zatytułowany I'm Gay, co wywołało wiele kontrowersji. 29 czerwca 2011 Lil B wydał album, I'm Gay (I'm Happy), za pośrednictwem Amalgam Digital; album znalazł się na liście Billboard R&B/Hip-Hop Albums pod numerem 56 oraz na liście Heatseekers Albums pod numerem 20. Został wybranym jednym z uczestników XXL Freshmen Class 2011 obok takich raperów jak; Kendrick Lamar, YG, Meek Mill, Mac Miller.
17 maja 2012 roku Lil B wydał swój pierwszy instrumentalny album, Choices and Flowers, pod pseudonimem „The Basedgod”. 16 września 2012 roku Lil B wydał rockowy singel zatytułowany „California Boy”. 30 grudnia 2012 roku Lil B wydał swój drugi album instrumentalny zatytułowany Tears 4 God, również pod pseudonimem „The Basedgod”.
24 grudnia 2013 roku Lil B wydał mixtape 05 Fuck Em, który zawierał 101 piosenek. 1 czerwca 2014 roku Lil B wydał mixtape zatytułowany Hoop Life, który stał się popularny z tego, że zawierał utwór zatytułowany „F*ck KD”, który wzywał gracza NBA Kevina Duranta. 14 października 2014 roku Lil B wydał mixtape Ultimate Bitch z kolejną popularną piosenką „No Black Person Is Ugly”. 19 lipca 2015 roku Lil B i Chance the Rapper wydali wspólny mixtape.
17 sierpnia 2017 roku Lil B wydał projekt Black Ken, opisując go jako „pierwszy oficjalny mixtape”. Krążek uplasował się na 24 miejscu na liście Heatseekers Albums oraz na 44 na liście Independent Albums.

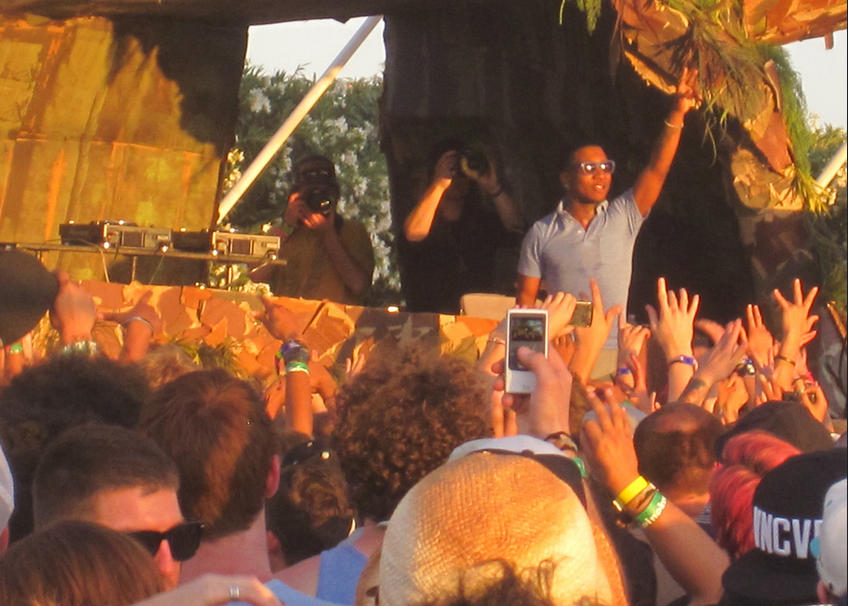
Lil B podczas koncertu na Coachella w 2011

## Styl muzyczny
Lil B i krytycy muzyczni określają jego styl rapowania jako „based”, słowo, którego Lil B używa również do opisania pozytywnego, tolerancyjnego stylu życia.

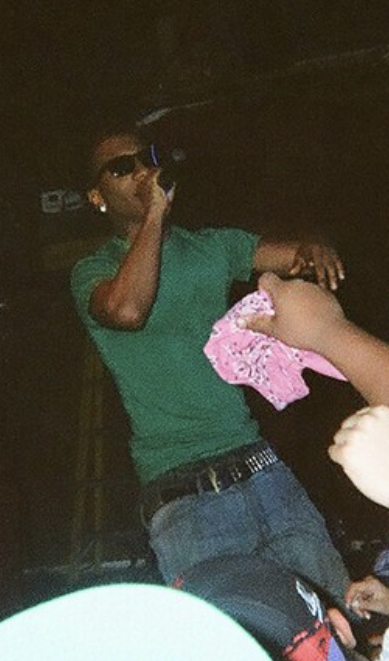
Lil B w czerwcu 2012

### Technika rapowania
Publicysta Slate Jonah Weiner określił go jako jednego z „rosnącej liczby dziwacznych MC-s”, nazywając go „genialnie wypaczonym, post-Lil Wayne dekonstrukcjonistą z Bay Area”. Krytyk muzyczny Willy Staley określił twórczość Lil B jako „różnorodną”, ponieważ waha się od krytycznych parodii gatunku hip-hopu po „pół new age, pół spoken word”. Ponadto zauważa, że Lil B czerpie z wielu różnych gatunków, zwłaszcza tych, które nie są powszechnie używane przez innych raperów.

## Inne przedsięwzięcia

### Książka
Takin' Over by Imposing the Positive! to książka napisana przez McCartneya i opublikowana przez Kele Publishing w 2009 roku. Książka jest napisana w formie e-maili i smsów do czytelnika. Ich tematy obejmują pozytywność, optymizm i życie. Książka została rozdana podczas wykładu Lil B na Uniwersytecie Nowojorskim w marcu 2012 roku. 30 marca 2013 McCartney ogłosił, że jest w trakcie pisania swojej drugiej książki.

### Mówca motywacyjny
Lil B prowadził wykłady motywacyjne na kilku uczelniach, w tym na MIT i Carnegie Mellon University. Są one na ogół skupione wokół jego osobistych doświadczeń życiowych i bieżących wydarzeń. 28 maja 2015 r. raper wygłosił wykład na UCLA, gdzie poruszył tematy takie jak pieniądze, media, technologia, przestrzeń, świadomość i miłość.

### Aplikacje Basedmoji i vegEMOJI
Lil B uruchomił aplikację "Basedmoji" 16 stycznia 2015 roku. 17 stycznia 2015 Lil B wydał "vegEMOJI", we współpracy z wegańską firmą "Follow Your Heart", pomimo faktu, że Lil B nie jest weganinem, stwierdził, że ogranicza spożycie przetworzonej żywności i „wstydzi się jedzenia mięsa”.

## Życie prywatne
16 stycznia 2015 roku apartamentowiec w którym mieszkał Lil B w Contra Costa w Kalifornii zapalił się wczesnym rankiem w czwartek po tym, jak przez budynek rozprzestrzenił się pożar elektryczny. Lil B i sześć innych osób zostało uratowanych przez 15-letniego Mateo Ysmaela, który przebiegł przez budynek, aby wszystkich obudzić.
W wyborach prezydenckich w USA w 2016 roku poparł senatora stanu Vermont Berniego Sandersa.
W 2017 roku został pobity przed koncertem przez raperów A Boogie Wit Da Hoodie oraz PnB Rocka.

## Wybrana dyskografia
- Rain in England (2010)
- Angels Exodus (2011)
- I'm Gay (I'm Happy) (2011)
- Choices and Flowers (2012)
- Hoop Life (2014)
- Black Ken (2017)